# Paty do Alferes
Paty do Alferes là một đô thị thuộc bang Rio de Janeiro, Brasil. Đô thị này có diện tích 319,103 km², dân số năm 2007 là 27766 người, mật độ 87 người/km².